# Dictionnaire philosophique
Le Dictionnaire philosophique, aussi nommé La Raison par alphabet, est une œuvre de Voltaire publiée en 1764 sous le titre de Dictionnaire philosophique portatif.

## Genèse
Le projet de rédaction d'un dictionnaire qui rassemblerait les principales idées du parti philosophique aurait germé vers 1750 dans l'entourage du roi Frédéric II de Prusse, à la cour duquel vivait Voltaire à cette époque. L'arrivée à Berlin en 1752 de l'abbé de Prades, collaborateur de l'Encyclopédie, chassé de France pour avoir diffusé les idées du philosophe anglais Locke dans une thèse de théologie, les aurait conduits à projeter la réalisation d'une somme qui, débarrassée de la prudence dont devaient faire preuve les encyclopédistes français, aurait dévoilé sans fard au public les idées des philosophes. Mais cette œuvre collective ne vit jamais le jour, Voltaire ayant rompu avec Frédéric et quitté Berlin au début de 1753, en raison du soutien apporté par le roi à Maupertuis dans son attaque contre Samuel König.
Quelque temps plus tard, en 1755-1756, Voltaire est approché par Diderot, et surtout par d'Alembert, qui l'invitent à participer à l'aventure de l'Encyclopédie. Il s'enthousiasme pour le projet, recrute des collaborateurs, commande et écrit des articles. Mais l'article « Genève », commandé et inspiré par Voltaire, provoque un énorme scandale à Paris et dans la cité lémanique : les protestants récusent ce texte, qui les présente comme des Déistes, tandis qu'en France la parution de l'Encyclopédie est suspendue. Après un échange épistolaire entre Diderot et Voltaire, qui le presse de s'exiler, ce dernier interrompt sa collaboration. De toute façon, il en est venu à penser que l'Encyclopédie est trop volumineuse pour être une arme véritablement efficace.
En 1763, Voltaire revient à son idée d'un ouvrage qui condenserait l'essentiel de ses idées philosophiques, morales, politiques et religieuses. Il est alors au sommet de sa gloire : historien, dramaturge, poète, polémiste, son influence est telle qu'il est parvenu à intéresser les cercles dirigeants de l'Europe entière à l'injustice commise contre un protestant toulousain, Jean Calas, et à obtenir qu'un procès en révision soit ouvert. Dans le même temps, les jésuites sont chassés du royaume de France, tandis que l'Église catholique, épuisée après un siècle de querelle entre jésuites et jansénistes, est intellectuellement exsangue. Le philosophe estime que le moment est venu de frapper un grand coup, qui peut-être sera suffisant pour écrouler l'édifice : en juin 1764 est publiée, anonymement, la première édition du Dictionnaire philosophique portatif, non pas à Londres, comme il est indiqué sur l'ouvrage, mais à Genève. Il s'agit d'un in-octavo de 352 pages contenant 73 articles, qui vont de « Abraham » à « Vertu ».

## Publication et scandale
Après la publication du Dictionnaire philosophique, Voltaire s'emploie à convaincre ses correspondants qu'il n'a rien à voir avec cet ouvrage qui ne saurait lui être attribué. Cet acte de prudence obéit à un précepte qu'il avait lui-même formulé : « Frappez, et cachez votre main », acte qu'il accomplit d'autant plus volontiers que, selon la législation de l'époque, l'auteur d'un texte anonyme ne pouvait être poursuivi que s'il en avouait la paternité.
Ces précautions n'étaient pas superflues : dès sa parution, l'ouvrage crée le scandale, à Genève d'abord, où l'ouvrage est condamné à être « lacéré et brûlé » comme « téméraire, scandaleux, impie, destructif de la Révélation », sentence mise à exécution le 24 septembre 1764. En décembre de la même année, c'est en Hollande que le dictionnaire est brûlé, puis à Berne. Le Parlement de Paris à son tour le condamne le 19 mars 1765, et Rome le met à L'Index. Enfin, le 1er juillet 1766, l'exemplaire du livre de Voltaire que possédait le chevalier de La Barre est acheminé de Paris à Abbeville pour être cloué sur le torse de son propriétaire, et brûlé sur le même bûcher.
Il y écrit : Les juifs, ce peuple qui n’a jamais été ni puissant, ni savant, ni industrieux, ni agréable, ni spirituel, qui a été le plus détesté de tous les peuples. Puis les décrit comme une horde de sauvages qui copulent avec des animaux et se nourrissent de chair humaine. Son antisémitisme sera peu après combattu par l’abbé Antoine Guénée.

## Composition

### Un dictionnaire portatif
Dom Calmet, l'une des cibles favorites de Voltaire dans le Dictionnaire philosophique, et lui-même auteur d'un Dictionnaire historique, critique, chronologique, géographique et littéral de la Bible, avait écrit dans la préface de ce dernier que son siècle était « le siècle des dictionnaires. » Le goût du public pour ce genre d'ouvrages était tel que l'on en vint même à écrire un Dictionnaire des dictionnaires. Voltaire, pour sa part, avait collaboré à deux d'entre eux : un dictionnaire « de mots », le Dictionnaire de l'Académie française (pour lequel il avait rédigé 117 articles) et un dictionnaire « de choses », L'Encyclopédie, auquel il avait donné 45 articles. Sa tournure d'esprit, volontiers analytique, se prêtait bien à l'écriture d'articles portant sur des sujets préalablement isolés : les Lettres philosophiques, déjà, fonctionnaient sur le même principe.  
C'est ce même esprit analytique qui poussait l'homme de Ferney à chercher la concision la plus grande possible, à chasser les digressions, à concentrer le trait. C'est ce principe de concision qui l'avait conduit, en 1733, à proposer de condenser en un seul volume le Dictionnaire historique de Bayle, ce qui avait provoqué un certain émoi. C'est encore lui qui l'amène à se plaindre que l'on exige des articles longs pour l'Encyclopédie. D'où l'idée de publier un dictionnaire, mais portatif.
Le « portatif » était lui aussi à la mode à cette époque : une trentaine étaient parus entre 1738 et 1763, embrassant tous les domaines du savoir : il existait un Dictionnaire portatif de cuisine, un Dictionnaire portatif de jurisprudence... Et même un Dictionnaire philosophique portatif paru en 1756, dû à un certain Chicanneau de Neuvillé (le sous-titre, Essai sur les moyens de se rendre heureux, indique que le projet en était d'une toute autre nature que celui de Voltaire). Le format des portatifs (en général in-douze) présentait deux avantages : d'une part ils étaient très maniables, d'autre part ils étaient bon marché. Deux avantages qui ne pouvaient que séduire Voltaire, qui espérait en la diffusion la plus large possible des idées des philosophes, rôle que l'Encyclopédie, pour les raisons inverses, ne pouvait remplir efficacement. Il s'en ouvrit sans détour dans une lettre de 1766 à D'Alembert :
« Je voudrais bien savoir quel mal peut faire un livre qui coûte cent écus. Jamais vingt volumes in-folio ne feront de révolution ; ce sont les petits livres portatifs à trente sous qui sont à craindre. Si l'évangile avait coûté douze cent sesterces, jamais la religion chrétienne ne se serait établie. »

### Structure duDictionnaire philosophique
L'ouvrage se présentant sous la forme d'un dictionnaire, son organisation obéit évidemment à la logique de l'ordre alphabétique, et n'exige donc « pas une lecture suivie », ainsi que le précise Voltaire dans sa préface à l'édition de 1765 du Dictionnaire. Il a pourtant été repéré dans l'ouvrage des indices d'une volonté de structuration du propos plus poussée que la seule obéissance au simple arbitraire alphabétique.
C'est ainsi par exemple que les premières phrases de l'article « Anthropophages » (« Nous avons parlé de l'amour. Il est dur de passer de gens qui se baisent, à des gens qui se mangent ») fonctionnent comme une transition avec l'article précédent (« Amour »). De façon proche, la fin de l'article « Amitié » (« Nous en reparlerons ») annonce l'article « Amour nommé socratique ». De manière plus explicite encore, l'article « Chaîne des évènements » indique qu'il se prolonge dans l'article « Destinée ». Qui plus est, le fait que l'ouvrage débute par l'article « Abbé » et se termine par l'article « Vertu » n'est sans doute pas un fait de pur hasard, mais témoigne vraisemblablement d'une intention programmatique.

### Les rééditions
Du fait de son succès, le Dictionnaire philosophique connait plusieurs rééditions dans les années 1760. À l'occasion de chacune d'entre elles, Voltaire ajoute de nouveaux articles et amplifie ceux déjà existants : l'ouvrage en vient ainsi à compter 118 articles pour l'édition de 1769. Ce penchant à l'accroissement est caractéristique des œuvres du vieux Voltaire, qui se plait à multiplier les considérations érudites et les règlements de comptes avec ses adversaires.
Ces ajouts tendent toutefois paradoxalement à recentrer le livre dans une tonalité antichrétienne plus marquée. En effet, à mesure que le nombre des articles s'accroît, le nombre de ceux qui ne sont pas directement inspirés par la critique de la religion diminue proportionnellement d'autant : les nouveaux articles sont liés à cette problématique, tandis que certains articles déjà existants qui ne concernaient pas spécifiquement cette thématique sont amplifiés de nouveaux développements antichrétiens (« Fables », « Destin », « Baptême »…). La tonalité des articles en est également sensiblement modifiée : l'ironie plaisante, voire badine, tend à laisser la place à une autre, plus sarcastique et plus violente. Ce durcissement de ton apparaît nettement dans les éditions postérieures au supplice du chevalier de La Barre, qui est évoqué dans l'article « Torture » de 1769.

### DeLa Raison par alphabetauDictionnaire philosophiquede l'édition de Kehl
L'édition de 1769 du Dictionnaire philosophique avait été rebaptisée par Voltaire La Raison par alphabet. Dès l'année suivante, il se lance dans une autre entreprise alphabétique : les Questions sur l'Encyclopédie, qui paraissent sous la forme de neuf volumes in-octavo chez l'imprimeur Cramer de Genève, entre 1770 et 1772. Sur les quatre cent quarante articles de l'ouvrage, cinquante sont des reprises d'articles publiés dans le Dictionnaire philosophique. Par la suite, Voltaire disperse plusieurs articles à différents endroits de ses Œuvres, compilées selon une logique purement thématique en 1775.
Cette entreprise de réorganisation de l'œuvre alphabétique de Voltaire est parachevée avec l'édition posthume réalisée par la Société Littéraire Typographique de Kehl en 1789, qui intègre, sous le titre générique et trompeur de Dictionnaire philosophique, non seulement les articles publiés dans l'ouvrage du même nom, mais également ceux, beaucoup plus nombreux, qui avaient été publiés dans l'Encyclopédie de Diderot et d'Alembert, dans le Dictionnaire de l'Académie française, dans les Questions sur l'Encyclopédie ainsi que ceux d'un dictionnaire manuscrit intitulé L'Opinion par alphabet. Enfin, ajoutaient les éditeurs, « on y a joint un grand nombre de morceaux peu étendus, qu'il eût été difficile de classer dans quelqu'une des divisions de cette collection. » Ce choix éditorial sera repris dans toutes les éditions antérieures au XXe siècle (l'édition de 1764 est republiée par Georges Begensco en 1892, celle de 1769 en 1930 aux éditions de Cluny.) 
Les Questions sur l'Encyclopédie, qui n'avaient pas été rééditées en tant que telles depuis l'édition de Kehl, ont été rééditées en 2018 par la Voltaire Foundation de l'Université d'Oxford.

### Édition moderne de référence
- Voltaire, Le Dictionnaire philosophique, Christiane Mervaud (dir.), Oxford, Voltaire foundation, 1994-1995 (2 volumes.)

### Autres éditions modernes
- Voltaire, Dictionnaire philosophique, Paris, Flammarion, GF, 1964, réédition 1993  (édition de René Pomeau)
- Voltaire, Dictionnaire philosophique, Paris, Gallimard, Folio Classique, 1994 (édition d'Alain Pons)
- Voltaire, Dictionnaire philosophique, Paris, Garnier Frères, Classiques, 2008 (édition de Raymond Naves et Olivier Ferret, préface de René Étiemble)
- Voltaire, Dictionnaire philosophique, Paris, Flammarion, GF, 2010 (édition de Gerhardt Stenger)